# Pelplin
Pelpin (cașubiană Pôłplëno) este un oraș în Polonia.